# Брак по принуда (пиеса)
„Брак по принуда“ е комедия от френския комедиограф Жан-Батист Молиер.
 Внимание:  Текстът по-долу разкрива сюжета на произведението (или части от него)!
Сганарел, 53 годишен човек, решава да се ожени за младата кокетка Доримена. Слугата Жеронимо първо се противопоставя, но после се съгласява с решението му. Когато си говорят, Сганарел казва на Доримена, че иска да се оженят, за да я притежава и да бъде изцяло негова. Тя му казва, че иска да е свободна, да се забавлява и да може да прави каквото си иска, без да се съобразява, че са женени. Това разколебава Сганарел и той се опитва да получи мнението на двама философи относно това какъв би бил бракът му с такава жена, но не успява, тъй като и двамата са големи дърдорковци, разсъжват си за философия и изобщо не го изслушват. Среща циганки, които също не му отговарят по същество и той решава накрая да се скрие зад един ъгъл и да подслушва. Така разбира, че Доримена всъщност обича младият Ликаст и иска да се омъжи само заради богатството му, без любов. Сганарел решава да се откаже от сватбата, отива при бащата на Доримена, но брат ѝ, който е военен, държи на честта на семейството и не допуска сестра му да бъде така изоставена. Предлага му шпага, за да се дуелират, Сганарел отказва, а след това Алсид – братът на Доримена започва да го налага със сопа, докато се съгласи. Така и става, накрая пиесата завършва с този принудителен брак.